# ماریوش یاکوس
ماریوش یاکوس (لهستانی: Mariusz Jakus؛ زادهٔ ۲۶ نوامبر ۱۹۶۷) بازیگر اهل لهستان است.
از فیلم‌ها یا مجموعه‌های تلویزیونی که وی در آن‌ها نقش داشته‌است، می‌توان به کیلر، نشانه، سرپیشخدمت، پیمان ورشو، موج جرم و جنایت، کمیسر آلکس، سرهنگ کفیاتکوفسکی، فرابنفش، نغمهٔ روح، به تاخت، لجن‌زار، کروک - زمزمه‌های شبانگاهی، دختران جنگ، قانون حقیقی، عشق اول، پزشکان، ایدا، مأموریت افغانستان، پدر متیو، خانه تاریک، دوران افتخار، کارول: مردی که پاپ شد، خانواده جایگزین، تقارن، افسانه‌ای باستانی: آن هنگام که خورشید ایزد بود، جهان به روایت خانواده کیپسکی، جادوگر (مجموعه تلویزیونی لهستانی)، جادوگر (فیلم ۲۰۰۱)، ع چون عشق، در خوشی و سختی و حوزه استحفاظی ۱۳ اشاره نمود.